# Ramsgate FC

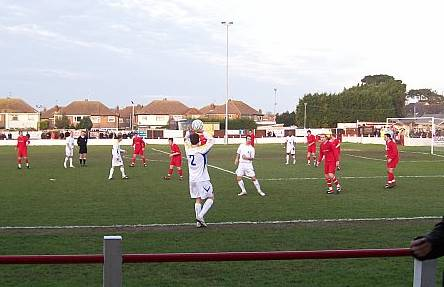
AFC Wimbledon tegen Ramsgate, 22 dec 2007

Ramsgate F.C. is een Engelse voetbalclub, uit Ramsgate. Ze spelen in de Isthmian League Division One South.
De eerste sporen van Ramsgate FC zijn terug te vinden in 1886 toen de club voor een eerste keer opgericht werd. In 1924 werd de voetbalploeg echter alweer stopgezet. Ramsgate Glenville nam ook de terreinen, Southwood, over. Glenville werd na de Tweede Wereldoorlog niet opnieuw opgericht. Ramsgate Athletic ging op Southwood spelen. Ze behielden deze naam tot 1972, toen werd het Ramsgate F.C.
Athletic speelde in de Kent League tot 1959 toen deze opgeheven werd. Ze wonnen twee titels en behaalden lokale bekersuccesjes. Hierna gingen ze in de Southern League spelen. In 1976 moesten ze echter toch terug naar de heropgestarte Kent League.
Bijna 30 jaar lang draaiden ze hierin zonder al te veel problemen mee tot in 2004. Jim Ward werd manager and het team werd tweemaal kampioen: in de Kent League Premier Division en in de Ishtmian League First Division. Hierdoor promoveerden ze naar de Ishtmian League Premier Division waar ze voor het eerst tegen hun rivalen van Margate FC konden spelen. In 2009 degradeerde de club uit de Premier Division